# Pelecaniformes
Los pelecaniformes son un orden de aves neognatas de hábitos acuáticos, medianas y grandes, de distribución mundial. El grupo fue bautizado por el nombre latino del pelícano «Pelecanus», y por ello el nombre de este orden significa «los que tienen forma de pelícano». Tienen patas con cuatro dedos del pie palmeados (membrana interdigital). La mayoría tiene un parche en la garganta de piel desnuda (parche gular). Se alimentan principalmente de peces, calamares, especies marinas en general. Anidan en colonias, son aves monógamas, los polluelos son nidícolas generalmente.

## Taxonomía
La taxonomía de los pelecaniformes llegó a ser controvertida, hasta que estudios moleculares en las primeras décadas del siglo XX llegaron a un consenso con respecto a las familias que deben incluirse en este orden.
|  | Threskiornithidae (36 especies) |
|  |                                 |
|  | Ardeidae (72 especies)          |
|  |                                 |

|  | Pelecanidae (8 especies)                                      |
|  |                                                               |
|  | \| \| Scopidae \| \| \| \| \| \| Balaenicipitidae \| \| \| \| |
|  |                                                               |
|  | Scopidae                                                      |
|  |                                                               |
|  | Balaenicipitidae                                              |
|  |                                                               |

|  | Scopidae         |
|  |                  |
|  | Balaenicipitidae |
|  |                  |

|  | Threskiornithidae (36 especies) |
|  |                                 |
|  | Ardeidae (72 especies)          |
|  |                                 |

|  | Pelecanidae (8 especies)                                      |
|  |                                                               |
|  | \| \| Scopidae \| \| \| \| \| \| Balaenicipitidae \| \| \| \| |
|  |                                                               |
|  | Scopidae                                                      |
|  |                                                               |
|  | Balaenicipitidae                                              |
|  |                                                               |

|  | Scopidae         |
|  |                  |
|  | Balaenicipitidae |
|  |                  |

La clasificación de la Unión Ornitológica Internacional agrupa a los pelícanos junto al picozapato (Balaenicipitidae), el avemartillo (Scopidae), los ibis y espátulas (Threskiornithidae) y las garzas (Ardeidae). 
Otra hipótesis establece que Threskiornithidae es el linaje hermano del resto de los Pelecaniformes y que Ardeidae y Pelecani forman un clado. 
|  | Pelecanidae (8 especies)                                      |
|  |                                                               |
|  | \| \| Scopidae \| \| \| \| \| \| Balaenicipitidae \| \| \| \| |
|  |                                                               |
|  | Scopidae                                                      |
|  |                                                               |
|  | Balaenicipitidae                                              |
|  |                                                               |

|  | Scopidae         |
|  |                  |
|  | Balaenicipitidae |
|  |                  |

|  | Pelecanidae (8 especies)                                      |
|  |                                                               |
|  | \| \| Scopidae \| \| \| \| \| \| Balaenicipitidae \| \| \| \| |
|  |                                                               |
|  | Scopidae                                                      |
|  |                                                               |
|  | Balaenicipitidae                                              |
|  |                                                               |

|  | Scopidae         |
|  |                  |
|  | Balaenicipitidae |
|  |                  |

|  | Pelecanidae (8 especies)                                      |
|  |                                                               |
|  | \| \| Scopidae \| \| \| \| \| \| Balaenicipitidae \| \| \| \| |
|  |                                                               |
|  | Scopidae                                                      |
|  |                                                               |
|  | Balaenicipitidae                                              |
|  |                                                               |

|  | Scopidae         |
|  |                  |
|  | Balaenicipitidae |
|  |                  |

|  | Pelecanidae (8 especies)                                      |
|  |                                                               |
|  | \| \| Scopidae \| \| \| \| \| \| Balaenicipitidae \| \| \| \| |
|  |                                                               |
|  | Scopidae                                                      |
|  |                                                               |
|  | Balaenicipitidae                                              |
|  |                                                               |

|  | Scopidae         |
|  |                  |
|  | Balaenicipitidae |
|  |                  |